# Austromantispa trevori
Austromantispa trevori är en insektsart som beskrevs av Christine Lynette Lambkin 1986. Austromantispa trevori ingår i släktet Austromantispa och familjen fångsländor. Inga underarter finns listade i Catalogue of Life.